# Shanklin
Shanklin (engelskt uttal: [ˈʃæŋklɪn]) är en stad och civil parish på ön Isle of Wight i södra England. Staden ligger på öns sydöstra kust, strax sydväst om Sandown. Tätorten (built-up area) hade 9 123 invånare vid folkräkningen år 2021.